# Valenton
Valenton (prononcé : [valɑ̃tɔ̃]) est une commune française située dans le département du Val-de-Marne en région Île-de-France. Ses habitants sont appelés les Valentonnais.

## Géographie

### Situation

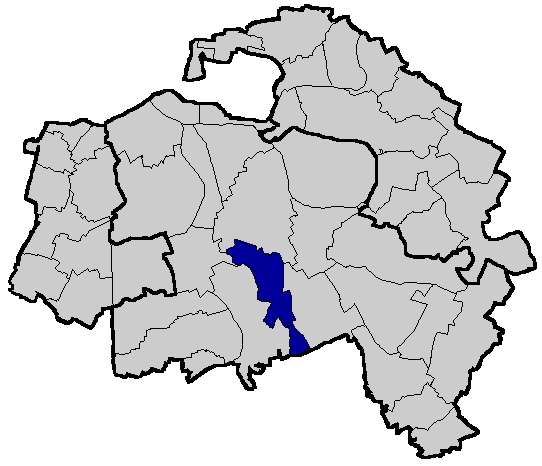
Localisation de Valenton dans le Val-de-Marne.

Valenton est une commune du Val-de-Marne située au sud-est de Paris. Ses 531 hectares de superficie comptent environ 84 hectares d’espaces verts publics, avec notamment le parc départemental de la Plage bleue où sont accueillies, chaque année, des animations telles que le Festival de l’Oh, le tournoi international de beach-volley...

### Communes limitrophes
- Villeneuve-Saint-Georges
- Choisy-le-Roi
- Créteil
- Limeil-Brévannes
- Yerres
- Crosne

| Choisy-le-Roi            | Créteil  | Créteil          |
| Villeneuve-Saint-Georges | Valenton | Limeil-Brévannes |
| Crosne                   | Yerres   | Yerres           |

### Climat
Pour des articles plus généraux, voir Climat de l'Île-de-France et Climat du Val-de-Marne.
En 2010, le climat de la commune est de type climat océanique dégradé des plaines du Centre et du Nord, selon une étude du CNRS s'appuyant sur une série de données couvrant la période 1971-2000. En 2020, Météo-France publie une typologie des climats de la France métropolitaine dans laquelle la commune est exposée à un climat océanique altéré et est dans la région climatique  Sud-ouest du bassin Parisien, caractérisée par une faible pluviométrie, notamment au printemps (120 à 150 mm) et un hiver froid (3,5 °C). 
Pour la période 1971-2000, la température annuelle moyenne est de 11,8 °C, avec une amplitude thermique annuelle de 15,2 °C. Le cumul annuel moyen de précipitations est de 662 mm, avec 11,1 jours de précipitations en janvier et 7,7 jours en juillet. Pour la période 1991-2020, la température moyenne annuelle observée sur la station météorologique la plus proche, située sur la commune de Limeil-Brévannes à 2 km à vol d'oiseau, est de 12,5 °C et le cumul annuel moyen de précipitations est de 656,1 mm,. Pour l'avenir, les paramètres climatiques de la commune estimés pour 2050 selon différents scénarios d'émission de gaz à effet de serre sont consultables sur un site dédié publié par Météo-France en novembre 2022.
| Mois                                  | jan.         | fév.             | mars        | avril         | mai           | juin        | jui.           | août        | sep.          | oct.            | nov.          | déc.            | année    |
| ------------------------------------- | ------------ | ---------------- | ----------- | ------------- | ------------- | ----------- | -------------- | ----------- | ------------- | --------------- | ------------- | --------------- | -------- |
| Température minimale moyenne (°C)     | 2,2          | 2,2              | 4,3         | 6,4           | 10,1          | 13,3        | 15,3           | 14,8        | 11,5          | 8,7             | 5,1           | 2,7             | 8        |
| Température moyenne (°C)              | 4,9          | 5,7              | 8,8         | 11,7          | 15,4          | 18,7        | 20,8           | 20,6        | 16,8          | 12,8            | 8,2           | 5,3             | 12,5     |
| Température maximale moyenne (°C)     | 7,7          | 9,2              | 13,4        | 16,8          | 20,7          | 24,1        | 26,5           | 26,4        | 22,2          | 17              | 11,3          | 8               | 16,9     |
| Record de froid (°C) date du record   | −12 08.01.10 | −11,6 07.02.1991 | −8 01.03.05 | −3 06.04.21   | 0 06.05.19    | 4 12.06.05  | 7,5 04.07.1990 | 7 21.08.14  | 3 25.09.02    | −3,5 30.10.1997 | −9 24.11.1998 | −9,5 29.12.1996 | −12 2010 |
| Record de chaleur (°C) date du record | 16 13.01.04  | 22 27.02.19      | 26 31.03.21 | 28,5 25.04.07 | 32,5 28.05.17 | 37 27.06.11 | 40 31.07.20    | 41 06.08.03 | 33,5 14.09.20 | 29 01.10.11     | 22 06.11.18   | 18 16.12.1989   | 41 2003  |
| Précipitations (mm)                   | 49,9         | 46,3             | 46,4        | 48,2          | 66,7          | 56,1        | 55,2           | 60          | 49,1          | 56,1            | 56,6          | 65,5            | 656,1    |

### Voies de communication et transports

#### Voies routières
La commune est desservie par l'autoroute A86 et la RN 6 (carrefour Pompadour).

#### Transports en commun
La gare de Valenton, aujourd'hui détruite, se situait sur la ligne de Grande Ceinture où un service de voyageurs fut assuré du 16 juillet 1877, avec l'ouverture de la section de Noisy-le-Sec à Juvisy, jusqu'au 15 mai 1939, quand cessa le trafic précité sur la section nord comprise entre Versailles-Chantiers et Juvisy via Argenteuil. Par contre, un triage subsiste sur le territoire communal.
La commune est desservie par :
- les lignes 427, 428, 429, 430 et 450 du réseau de bus Marne et Seine ;
- la ligne 393 du réseau de bus RATP ;
- la ligne E du réseau de bus Val d'Yerres Val de Seine ;
- et la nuit, par les lignes N132, N134 et N135 du réseau Noctilien.

## Urbanisme

### Typologie
Au 1er janvier 2024, Valenton est catégorisée grand centre urbain, selon la nouvelle grille communale de densité à sept niveaux définie par l'Insee en 2022.
Elle appartient à l'unité urbaine de Paris, une agglomération inter-départementale regroupant 407  communes, dont elle est une commune de la banlieue,,. Par ailleurs la commune fait partie de l'aire d'attraction de Paris, dont elle est une commune du pôle principal,. Cette aire regroupe 1 929 communes,.

### Morphologie urbaine
La commune est constituée des quartiers suivants :
- Le Fonx : à côté du centre-ville et de plusieurs commerces avec l'école élémentaire Paul Eluard.
- Centre-Ville : cœur de la ville avec notamment, des commerces, de nombreux logements et le marché principal.
- La Lutèce : quartier composé majoritairement de logements sociaux et HLM, en bordure de la Plage Bleue.
- Le Coteau : situé sur le plateau de la ville, composé de constructions de type pavillonnaire et de quelques immeubles.
- Les Polognes : à l'est du Coteau, secteur doté de logements sociaux.
- Les Tourelles : quartier pavillonnaire, sur le flanc du Coteau, limitrophe avec Villeneuve-Saint-Georges.
- Le Champ-Saint-Julien : zone commerciale avec de nombreuses moyennes surfaces, d'entreprises et de restaurants, jouxtant le Quartier Nord de Villeneuve-Saint-Georges.
- Le Val Pompadour : contrairement à la partie villeneuvoise et cristolienne, elle est composée d'habitations et est, actuellement[Quand ?], en pleine expansion avec la création de plus de 600 logements. Le quartier est desservi par le RER D (Gare de Créteil-Pompadour) depuis le 15 décembre 2013, par la ligne de bus RATP 393, le Trans-Val-de-Marne et par les lignes 429, 430 et 450 du réseau de bus Marne et Seine.

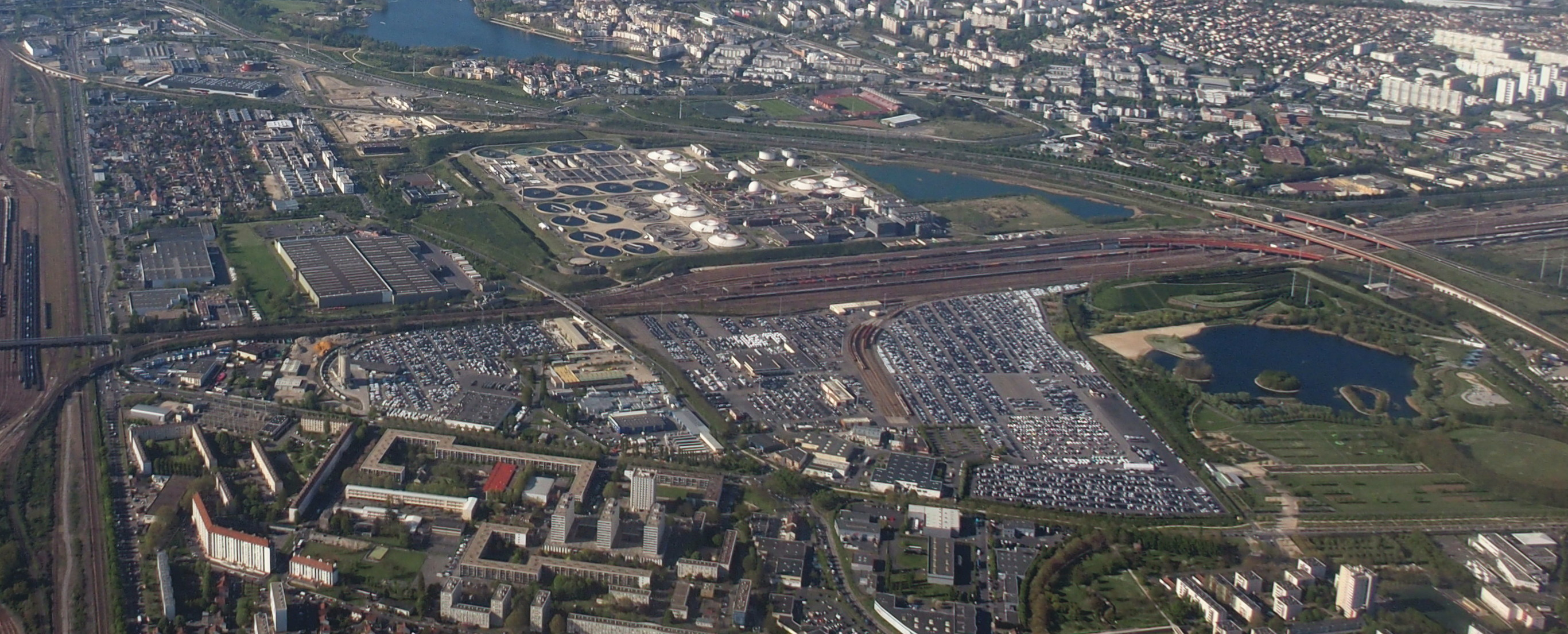
Vue aérienne du nord de Valenton, quartier Val Pompadour (au fond à gauche), parc départemental de la Plage Bleue à droite, zone commerciale Le Champ-Saint-Julien au centre.

## Toponymie
Valentonium, Valentun en 1093, Valenton en 1256 et en 1709.
Formation celtique, sur un radical inexpliqué.
Les Révolutionnaires, souhaitant effacer de la toponymie toute allusion à la religion ou à la féodalité, rebaptisèrent l'endroit Val Libre.

## Histoire
Dépendance de l’abbaye de Saint-Germain-des-Prés, Valenton prend naissance à partir du VIe siècle avec l’installation d’une première communauté rurale. Siège de deux seigneuries au XIIIe siècle, la commune a pour principale activité la viticulture.
En 1726, le village ne compte encore que 250 habitants. Et près de deux cents ans plus tard, la population ne dépasse pas encore les 1 000 habitants. La viticulture fait place alors aux arbres fruitiers et aux cultures légumières ainsi qu’à l’élevage ovin et bovin.
En 1936, Valenton connaît la construction de deux nouveaux quartiers d’habitat individuel : les Vignes et le Val Pompadour. La population passe alors à 2 448.

### Seconde guerre mondiale
Le développement économique autour des voies de chemin de fer, entamé juste avant la Seconde Guerre mondiale, va se poursuivre au lendemain et intégrer complètement Valenton à l’économie régionale.
En 1944, le 10 avril puis le 14 juillet, des bombardiers anglo-américains volant à très haute altitude larguent des milliers de tonnes de bombe sur la gare de triage de Villeneuve-Saint-Georges. Valenton est durement touchée : 274 immeubles sur 518 totalement ou partiellement détruits, 66 blessés, 800 sinistrés et 41 morts dont 29 dans le quartier Pompadour, parmi lesquels près de 10 jeunes de moins de 20 ans.

### Après-guerre
Après la guerre la ville poursuit son évolution : entre 1954 à 1962, on compte jusqu'à 7 713 habitants, puis 10 539 en 1968.
Dans les années 1970, la commune décide d’engager des actions en faveur de l’implantation d’activités économiques. La population progresse plus faiblement et se stabilise autour de 11 000 habitants. Elle atteint aujourd’hui 11 426 habitants, soit 887 de plus qu’il y a 34 ans. Ville urbaine à taille humaine, Valenton entend le demeurer.
Les créations des ZAC du Val Pompadour et du Colombier accompagnées de la réalisation de 700 logements nouveaux et, compte tenu de la diminution de la taille moyenne des foyers, n’amèneront pas la population communale à plus de 13 000 habitants. C’est le choix exprimé par la municipalité qui entend préserver et agrandir les espaces verts et résorber le déséquilibre entre le nombre de personnes actives travaillant sur la commune et celui y résidant.

## Politique et administration

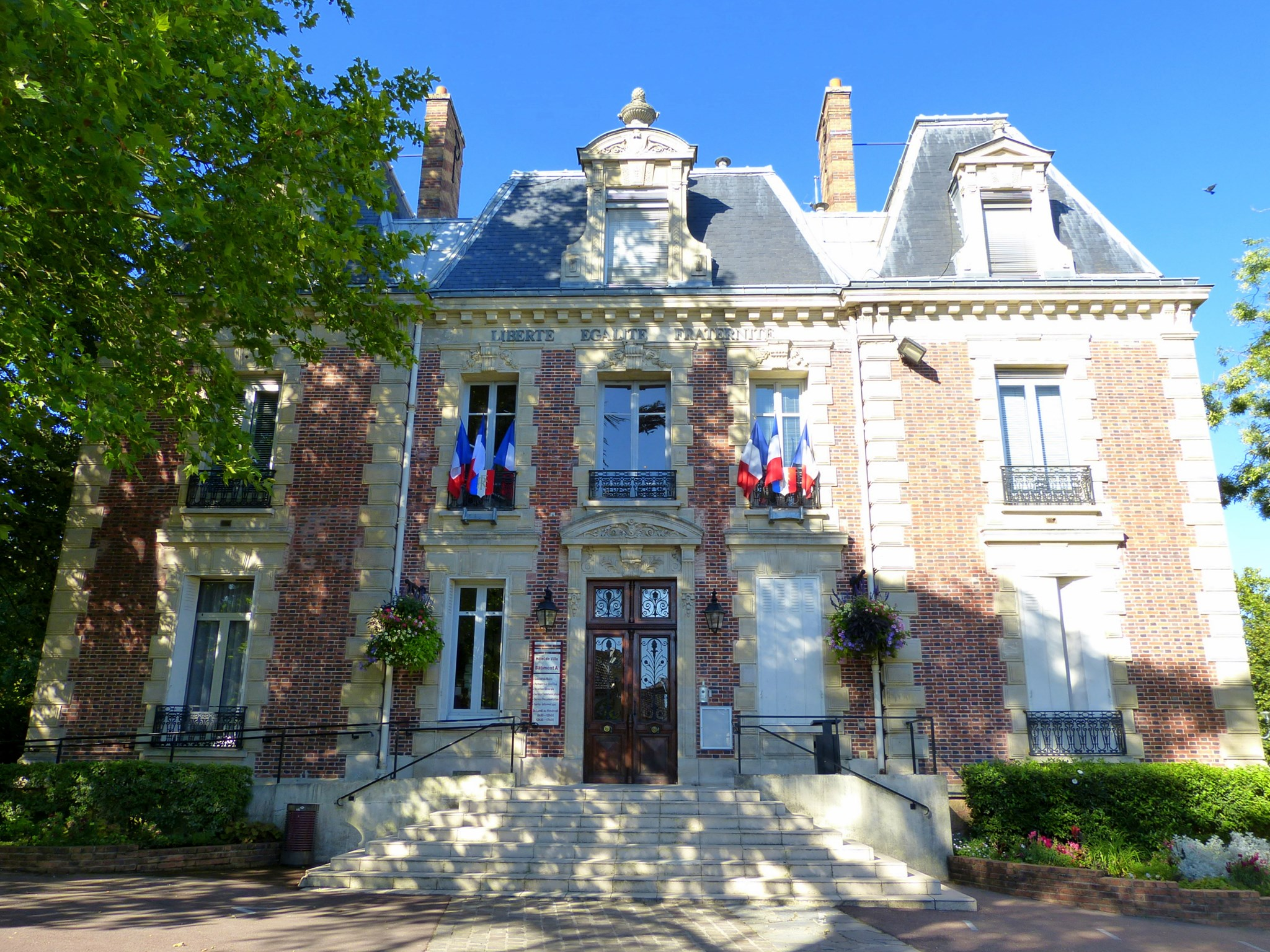
Hôtel de ville de Valenton

Valenton est le chef-lieu du canton homonyme, appartenant à l'arrondissement de Créteil.
266 employés municipaux figurent au tableau des effectifs de la commune.

### Tendances politiques et résultats
La ville était administrée par le Parti communiste depuis 1920 (hormis la parenthèse vichyste), soit depuis l'année du congrès de Tours qui entérine la scission de la SFIO entre socialistes et communistes et deux ans avant la création de l'URSS, le 30 décembre 1922.
Lors du second tour des élections municipales du 28 juin 2020, la liste conduite par Metin Yavuz (LR) remporte l’élection municipale et met fin à plus d'un siècle de communisme.

### Liste des maires
Sept maires se sont succédé depuis 1944 :
| Période         | Période         | Identité                      | Étiquette | Qualité |
| --------------- | --------------- | ----------------------------- | --------- | --- |
| 26 août 1944    | octobre 1947    | Théodule Jourdain (1889-1981) | PCF       | Commerçant mercier Président du comité local de libération |
| octobre 1947    | 21 juin 1960    | Fernande Flagon               | PCF       | Conductrice de ponts roulants puis cuisinière à la SNCF Une des premières femmes maires de France Démissionnaire                                                                                  |
| 21 juin 1960    | 1990            | Julien Duranton (1927-2000)   | PCF       | Ouvrier électricien, premier adjoint de la précédente (1953 → 1960) Conseiller général de Villeneuve-Saint-Georges (1967 → 1985) Député suppléant de Maxime Kalinsky (1973 → 1981) Démissionnaire |
| 1990            | 31 mars 1993    | Roland Roche (1954-1993)      | PCF       | Cadre Décédé en fonction |
| 11 juin 1993    | 24 octobre 2008 | Daniel Toussaint (1948- )     | PCF       | Agent de maîtrise SNCF retraité Conseiller général de Valenton (1998 → 2009) Démissionnaire |
| 24 octobre 2008 | 4 juillet 2020  | Françoise Baud (1957- )       | PCF       | Retraitée, première adjointe du précédent |
| 4 juillet 2020  | En cours        | Metin Yavuz (1975- )          | LR        | Commerçant Conseiller départemental de Villeneuve-Saint-Georges (2015 → ) |

### Politique environnementale
- La commune abrite une station d'assainissement des eaux (Seine-Amont), d'une capacité de 1 600 000 équivalent-habitants (600 000 m3/jour), dont l'exploitant est Degrémont pour le SIAAP, et qui traite les eaux usées de la majeure partie du Val-de-Marne et d'un tiers des habitants de l'Essonne.
- Le parc départemental de la Plage bleue fait partie des projets de coulée verte de la région d'Île-de-France, avec ces 26,88 ha, réalisé à partir de 1987. Les efforts paysagers lui ont valu le Trophée du paysage en 1993 et une mention dans le prix de l’aménagement urbain 1994, décerné par Le Courrier des maires et des élus locaux[26].

### Jumelage
La Ville de Valenton n'est jumelée avec commune à l'heure actuelle. 

## Population et société

### Démographie
L'évolution du nombre d'habitants est connue à travers les recensements de la population effectués dans la commune depuis 1793. Pour les communes de plus de 10 000 habitants les recensements ont lieu chaque année à la suite d'une enquête par sondage auprès d'un échantillon d'adresses représentant 8 % de leurs logements, contrairement aux autres communes qui ont un recensement réel tous les cinq ans,.

En 2022, la commune comptait 14 453 habitants, en évolution de −2,73 % par rapport à 2016 (Val-de-Marne : +3 %, France hors Mayotte : +2,11 %).
| 1793 | 1800 | 1806 | 1821 | 1831 | 1836 | 1841 | 1846 | 1851 |
| ---- | ---- | ---- | ---- | ---- | ---- | ---- | ---- | ---- |
| 474  | 546  | 492  | 478  | 577  | 594  | 621  | 584  | 605  |

| 1856 | 1861 | 1866 | 1872 | 1876 | 1881 | 1886 | 1891 | 1896 |
| ---- | ---- | ---- | ---- | ---- | ---- | ---- | ---- | ---- |
| 615  | 661  | 750  | 587  | 748  | 726  | 746  | 851  | 766  |

| 1901 | 1906 | 1911 | 1921  | 1926  | 1931  | 1936  | 1946  | 1954  |
| ---- | ---- | ---- | ----- | ----- | ----- | ----- | ----- | ----- |
| 819  | 861  | 958  | 1 133 | 1 723 | 2 374 | 2 448 | 2 115 | 2 773 |

| 1962  | 1968   | 1975   | 1982   | 1990   | 1999   | 2006   | 2011   | 2016   |
| ----- | ------ | ------ | ------ | ------ | ------ | ------ | ------ | ------ |
| 7 713 | 10 539 | 11 152 | 10 621 | 11 110 | 11 426 | 12 105 | 11 940 | 14 858 |

| 2021   | 2022   | - | - | - | - | - | - | - |
| ------ | ------ | - | - | - | - | - | - | - |
| 14 482 | 14 453 | - | - | - | - | - | - | - |

### Manifestations culturelles et festivités
Programmée fin juin, le Carnavalenton est une fête populaire dans la ville.

### Santé
- Résidence hospitalière des Charmilles qui a compté parmi ses patients Guillaume Depardieu.
- Résidence pour les personnes atteintes de la maladie d'Alzheimer (ORPEA).

### Cultes

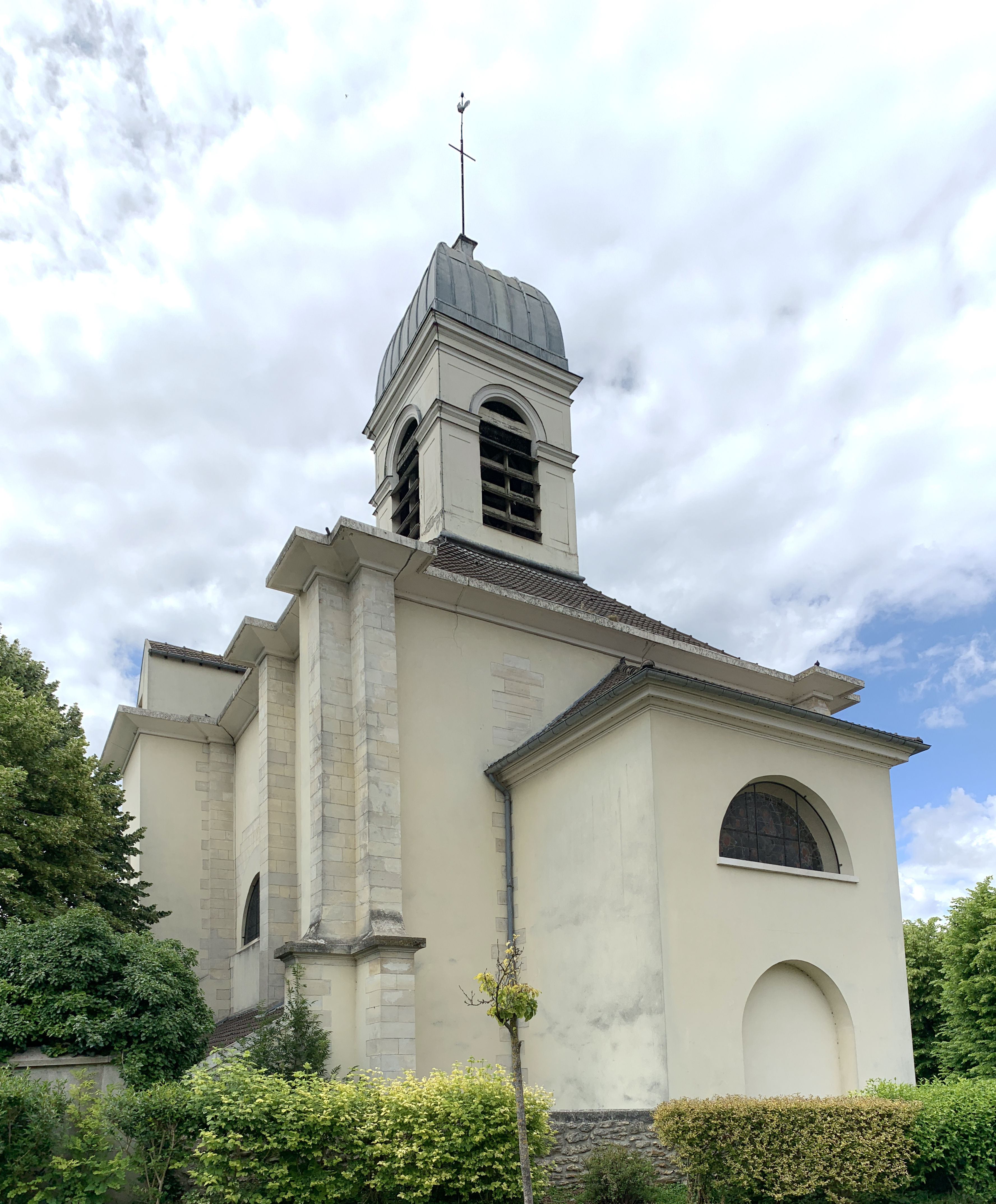
Église de l'Assomption.

- Église de l’Assomption[30]
- Chapelle Sainte-Thérèse

## Économie

### Revenus de la population et fiscalité
En 2018, le revenu fiscal médian par ménage était de 14 960 €, ce qui plaçait Valenton au 30 985e rang parmi les 31 269 communes de plus de 100 personnes ou plus de 50 ménages en métropole. Le taux de pauvreté atteignait 28% en 2018, soit le 2e taux le plus important du département après celui de la commune voisine de Villeneuve-Saint-Georges.

### Emploi
Malgré une création nette d'emplois significative : plus de 1000 emplois créés sur le territoire entre 2007 et 2017, Valenton souffre d'un important taux de chômage de 20,2% parmi ces habitants, qui concerne davantage les jeunes de 15 à 24 ans puisqu'il y atteignait 32,8% en 2017.

### Entreprises et commerces
Au nord de la ville on retrouve un important site de transport combiné rail-route mais aussi l'usine d'assainissement Seine-Amont (SIAAP) mise en service en 1987 d'une surface de 80 ha. Au total on dénombre 11 zones d'activités sur le territoire, dans lesquelles 3 secteurs d'activité sont particulièrement représentés : les activités de commerce, transport et services divers, l'administration publique et la construction.

## Culture locale et patrimoine

### Lieux et monuments
- Le château de la Tourelle
- Le Parc de la plage bleue :

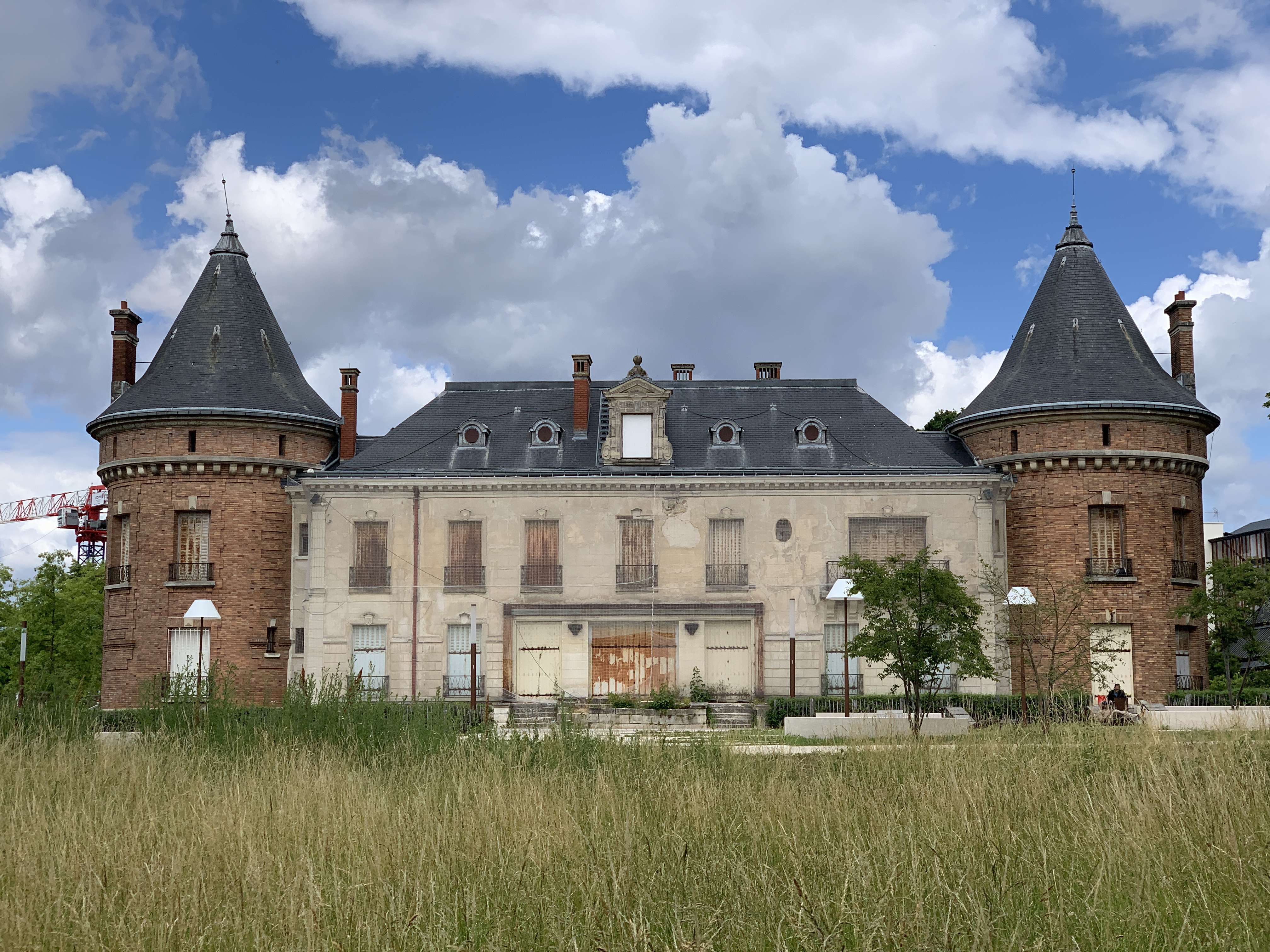
Château de Valenton.

Au centre de la plaine alluviale Marne-Seine, le parc départemental de la plage bleue accueillait au début du siècle de fertiles cultures maraîchères. Puis, l’exploitation du sablon devenant industrielle, une mosaïque de petits bassins alimentés par la nappe phréatique investit les lieux. Au milieu des années 1960, un de ces plans d’eau fut peu à peu adopté par baigneurs et promeneurs. En 1979, confrontées à un accroissement de l’insalubrité, les autorités décidèrent de fermer ce plan d’eau au public.
En 1987, dans une convention signée avec l’exploitant et la commune de Valenton, le conseil général décida de créer un parc de 40 hectares, « l’un des maillons du projet régional de coulée verte ». L’originalité de ce parc contemporain, l’ampleur de ses volumes, son mobilier spécifique, lui ont valu le trophée du paysage en 1993, ainsi qu’une mention dans les prix de l’aménagement urbain 1994 décernés par Le Courrier des maires et des élus locaux.
- Le cimetière intercommunal du Val-de-Marne est un cimetière paysager édifié en 1973 par l'urbaniste et architecte Robert Auzelle. À l'entrée du cimetière, le Jardin de la méditation des âges de la vie rassemble onze sculptures en granit réalisées par le sculpteur Pierre Székely[36].

- L'église Notre-Dame-de-l'Assomption, construite au XIIIe siècle et remaniée au XVIIIe siècle.

### Personnalités liées à la commune
- Paul Georges Muller dit Paul Mercey (1923-1988), acteur de nationalité suisse-française. Incinéré au crématorium de Valenton, ses cendres sont dispersées.
- Le rappeur Guizmo a vécu une partie de sa jeunesse à Valenton, dans le quartier des Polognes. Il le revendique et y fait souvent allusion dans ses chansons.
- L'humoriste Thomas N'Gijol a vécu une partie de sa jeunesse à Valenton. Il le revendique dans son spectacle : Thomas Ngijol 2.
- Paul Henri Renaudon (1894-1997) soldat dans l'artillerie et ancien poilu valentonnais. Médaille militaire du 2 novembre 1983 et chevalier de la Légion d'honneur.

### Héraldique, logotype et devise
| Armes du Plessis-Trévise | Les armes de Valenton se blasonnent ainsi : De gueules à la tour ronde du lieu d'argent, accostée de six épis de blé d'or réunis trois par trois en forme de fleur de lys, à la champagne cousue de sable chargée d'une grappe de raisin tigée et feuillée aussi d'or. |